# Говард, Джойс
Джойс Го́вард (англ. Joyce Howard; 28 февраля 1922, Лондон — 23 ноября 2010, Санта-Моника, Калифорния) — британская актриса театра, кино и телевидения, писательница.

## Биография
Джойс Говард родилась 28 февраля 1922 года в Лондоне. Два семестра отучилась в Королевской академии драматического искусства, начала играть в театрах. В 1941 году во время выступления в Посольском театре (на время бомбёжек актриса не покидала Лондон, продолжая служить в театре) была замечена известным кинорежиссёром Энтони Асквитом, который предложил 19-летней девушке стать киноактрисой. Говард согласилась и за шесть лет (1941—1947) снялась в двенадцати фильмах. В 1950 году последовала ещё одна роль в кинофильме, а также в 1957—1961 годах она появилась в пяти эпизодах пяти телесериалов, и на этом карьера актрисы была окончена.
С 1950-х годов начала писать, некоторую известность получили её повести Two Persons Singular (1960), A Private View (1961) и Going On (2000), а также пьеса Broken Silence.
В 1964 году, спустя три года после заключения второго брака, с мужем уехала в США, семья обосновалась в Калифорнии. Через некоторое время пара развелась, но Говард в Великобританию не вернулась, она начала работать аналитиком сюжетов для телевидения. Вскоре её повысили до должностей «исполнительный директор» (Executive) и «редактор сюжетов» (Story editor) — к тому времени она работала на Paramount Pictures и Paramount Television; в итоге Говард стала ответственной за приобретение и развитие недвижимости.
В начале 1980-х годов, по личной просьбе вдовы писателя и художника Генри Миллера Хоки Токуды, Говард разобрала сотни писем, открыток, фотографий и статей, которые Миллер завещал ей: результатом стала книга Letters by Henry Miller to Hoki Tokuda Miller (1986).
Джойс Говард скончалась 23 ноября 2010 года в городе Санта-Моника (штат Калифорния) от естественных причин.
Личная жизнь
В 1946 году Говард вышла замуж за известного актёра Бэзила Сидни (ей было 24 года, ему — 52), в 1958 году последовал развод. От брака остались трое детей.
В 1961 году актриса вышла замуж за мужчину по имени Джоэль Шор, позднее (год неизвестен) пара развелась, детей от брака не было.

## Избранная фильмография
- 1941 — Радио свободы[англ.] / Freedom Radio — Элли
- 1941 — Пособие на любовь[англ.] / Love on the Dole — Хелен Хокинс
- 1941 — Дом без света[англ.] / The Common Touch — Мэри
- 1942 — ? / Back-Room Boy — Бетти
- 1942 — У ночи есть глаза[англ.] / The Night Has Eyes — Мэриан Ивс
- 1943 — Слабый пол / The Gentle Sex — Энн Лоренс, боец Женского вспомогательного территориального корпуса
- 1943 — Они встретились в темноте[англ.] / They Met in the Dark — Лора Верити
- 1946 — Они знали мистера Найта[англ.] / They Knew Mr. Knight — Фрида Блейк
- 1946 — Свидание с преступлением[англ.] / Appointment with Crime — Кэрол Дейн
- 1947 — Миссис Фицгерберт[англ.] / Mrs. Fitzherbert — Мария Фицгерберт
- 1959 — Театр в кресле[англ.] / Armchair Theatre — Джуди Гомес (в эпизоде Hot Summer Night)
- 1971 — Старые добрые времена[англ.] / The Good Old Days — в роли самой себя (в выпуске #19.1)